# Episodi di Hello Tomorrow!
La prima stagione della serie televisiva Hello Tomorrow!, composta da dieci episodi, è stata pubblicata dalla piattaforma di streaming on demand Apple TV+ dal 17 febbraio al 7 aprile 2023.
| nº | Titolo originale                      | Titolo italiano                      | Pubblicazione    |
| -- | ------------------------------------- | ------------------------------------ | ---------------- |
| 1  | Your Brighter Tomorrow, Today         | Il tuo brillante domani              | 17 febbraio 2023 |
| 2  | Great Salesmen Make Their Own Turf    | Fermo sulla soglia                   | 17 febbraio 2023 |
| 3  | A Traveling Salesman Travels          | Sempre in viaggio                    | 17 febbraio 2023 |
| 4  | Forms, Appropriately Filled and Filed | L'importanza del latte               | 24 febbraio 2023 |
| 5  | From the Desk of Stanley Jenkins      | Dalla scrivania di Stanley Jenkins   | 3 marzo 2023     |
| 6  | The Numbers Behind the Numbers        | I numeri dietro ai numeri            | 10 marzo 2023    |
| 7  | Another Day, Another Apocalypse       | Un altro giorno, un'altra apocalisse | 17 marzo 2023    |
| 8  | The Gargon Mothership                 | L'atterraggio                        | 24 marzo 2023    |
| 9  | Certain Forces Once Unleashed         | Disillusioni                         | 31 marzo 2023    |
| 10 | What Could Be Better?                 | Cosa c'è di più bello?               | 7 aprile 2023    |

## Il tuo brillante domani
- Titolo originale: Your Brighter Tomorrow, Today
- Diretto da: Jonathan Entwistle
- Scritto da: Amit Bhalla, Lucas Jansen, Jiehae Park e Hennah Sekander

### Trama
- Guest star:
- Altri interpreti:

## Fermo sulla soglia
- Titolo originale: Great Salesmen Make Their Own Turf
- Diretto da: Jonathan Entwistle
- Scritto da: Amit Bhalla, Lucas Jansen, Jiehae Park e Hennah Sekander

### Trama
- Guest star:
- Altri interpreti:

## Sempre in viaggio
- Titolo originale: A Traveling Salesman Travels
- Diretto da: Jonathan Entwistle
- Scritto da: Olivia Milch, Jiehae Park e Hennah Sekander

### Trama
- Guest star:
- Altri interpreti:

## L'importanza del latte
- Titolo originale: Forms, Appropriately Filled and Filed
- Diretto da: Jonathan Entwistle
- Scritto da: Wes Brown, Jiehae Park e Hennah Sekander

### Trama
- Guest star:
- Altri interpreti:

## Dalla scrivania di Stanley Jenkins
- Titolo originale: From the Desk of Stanley Jenkins
- Diretto da: Ryan McFaul
- Scritto da: Jiehae Park e Hennah Sekander

### Trama
- Guest star:
- Altri interpreti:

## I numeri dietro ai numeri
- Titolo originale: The Numbers Behind the Numbers
- Diretto da: Ryan McFaul
- Scritto da: Amit Bhalla, Lucas Jansen, Jiehae Park e Hennah Sekander

### Trama
- Guest star:
- Altri interpreti:

## Un altro giorno, un'altra apocalisse
- Titolo originale: Another Day, Another Apocalypse
- Diretto da: Ryan McFaul
- Scritto da: Stephen Falk, Jiehae Park e Hennah Sekander

### Trama
- Guest star:
- Altri interpreti:

## L'atterraggio
- Titolo originale: The Gargon Mothership
- Diretto da: Ryan McFaul
- Scritto da: Stephen Falk, Lucas Jansen

### Trama
- Guest star:
- Altri interpreti:

## Disillusioni
- Titolo originale: Certain Forces Once Unleashed
- Diretto da: Stacie Passon
- Scritto da: Jiehae Park

### Trama
- Guest star:
- Altri interpreti:

## Cosa c'è di più bello?
- Titolo originale: What Could Be Better?
- Diretto da: Stacie Passon
- Scritto da: Amit Bhalla & Lucas Jansen

### Trama
- Guest star:
- Altri interpreti: